# Comète (1754)
Pour les articles homonymes, voir Comète (homonymie).
La Comète était une frégate de 30 canons mise sur cale pendant la vague de construction qui sépare la fin de guerre de Succession d'Autriche (1748) du début de la guerre de Sept Ans (1755). Construite par Joseph-Louis Ollivier en 1752 à Brest, elle fut lancée la même année et armée en 1753.

## Carrière
En 1755, ce bâtiment était commandé par le capitaine de Ruis lorsqu'il fut requis pour faire partie de l'escadre de Dubois de La Motte chargée de transporter d'importants renforts pour le Canada. La Comète remplit sa mission sans encombre et ne fut pas interceptée par les forces anglaises de Boscawen qui cherchaient à empêcher les Français d'arriver au Canada alors que la guerre reprenait entre les deux pays.
En 1757, elle fut intégrée à la division de Joseph-François de Noble du Revest qui quitta Toulon pour aller défendre Louisbourg. Arrivée à bon port, elle participa ainsi à l'importante concentration navale sous les ordres de Dubois de La Motte qui fit avorter une tentative anglaise de débarquement. Au retour, elle fut, comme les autres navires de l'escadre, touchée par l'épidémie de typhus qui affecta gravement les équipages et contamina Brest à l'arrivée. 
Au printemps de 1758, la Comète fit partie de la flotte de Beaussier de l'Isle qui fut envoyée à Louisbourg pour la défense de la ville. Par ordre de du Chaffault, elle fit voile pour Québec. Le 8 juin, la frégate quitta le Canada pour la France afin de porter la nouvelle du débarquement des Anglais à La Cormorandière proche de Louisbourg.